# Guardia Nacional y Nómada de Chad
La Guardia Nacional de Chad (en árabe:الحرس الوطني التشادي للبدو والرحل; en francés: Garde nationale et nomade du Tchad, GNNT) es una agencia policial de la República de Chad. Es una de las cinco fuerzas de defensa y seguridad de Chad; los otros son el ejército regular, la gendarmería, la policía y la policía judicial.

## Introducción
El artículo 200 de la Constitución chadiana de 1996, establece que los deberes de la GNCh son la protección de los políticos, los funcionarios gubernamentales y los edificios gubernamentales, el mantenimiento del orden público en las zonas rurales y la vigilancia de las prisiones y los presos. Estas responsabilidades se mantuvieron sin cambios en la nueva Constitución chadiana de 2018, pero quedaron escritas en el artículo 195. Un destacamento de la GNCh marchó en Yamena durante el desfile del 59º aniversario de la independencia del Chad.

## Historia
La GNCh era conocida en la década de 1960 como la Guardia Territorial, pero rápidamente pasó a llamarse Guardia Nómada y Nacional, desempeñando prácticamente las mismas funciones que desempeña actualmente. A diferencia de hoy, la GNCh estaba dominada por los chadianos sureños, con sólo 250 miembros de la etnia tubu, esto explica también el resentimiento que provocó en 1968, la destrucción de la guarnición de la GNCh del oasis de Aozou, y el motín de las unidades tubu, que formaron el segundo ejército del grupo rebelde FROLINAT. A pesar de este revés, el presidente de Chad, François Tombalbaye, mostró mucha más confianza en la Guardia Nacional que en el ejército regular chadiano, y en 1971 su número había aumentado hasta al menos 3500 guardias nómadas. Comandados por Camille Gourvenec, un oficial francés exmiembro del Servicio de Documentación Exterior y Contraespionaje francés (SDECE) y director de los servicios de información chadianos, (el servicio de espionaje chadiano), el segundo oficial en la cadena de mando era Pierre Galopin, un militar francés que fue capturado por un grupo de rebeldes chadianos liderados por Hissène Habré, el 4 de agosto de 1974, en las montañas de Tibesti, en el desierto del Sáhara. Galopin fue juzgado por un consejo de guerra, condenado el 26 de diciembre de 1974, y ejecutado en la horca el 4 de abril de 1975. Cuando la Guerra civil chadiana (1965-1979) se extendió a la región de Borkou-Ennedi-Tibesti en 1968, la GNCh se encontró cada vez más en la primera línea contra los insurgentes. La batalla final entre la insurgencia y las Fuerzas Armadas del Chad se produjo en 1977-1978, cuando Goukouni Oueddei, líder de una facción rebelde del FROLINAT, conquistó todos los bastiones gubernamentales ubicados en el norte del Chad, infligiendo unas pérdidas asombrosas a las Fuerzas Armadas del Chad. La GNCh, en particular, perdió mucho terreno a principios de 1978, cuando Goukouni tomó Fada, en la Región de Ennedi, y la capital de la región de Bourkou-Ennedi-Tibesti, Faya-Largeau; esto prácticamente puso fin a la GNCh, hasta que esta fue revivida poco antes de 1996 por el expresidente chadiano Idriss Déby.

## Cadena de mando
La GNCh está bajo el control del Ministerio de Administración Territorial, a diferencia del Ejército y la Gendarmería, que están bajo la responsabilidad del Ministerio de Defensa. Desde el 24 de mayo de 2006 hasta el 12 de junio de 2019, la GNCh estuvo al mando del General de brigada Mahamat Saleh Brahim, primo del presidente Idriss Déby. Su sustituto fue el General Tahir Ahmat Hussein.

## Controversias
Si bien la Constitución chadiana establece, en el artículo 201, que la GNCh debe respetar las libertades y los derechos humanos en el ejercicio de sus funciones, la GNCh ha sido acusada de perpetrar graves violaciones de los derechos humanos, como ha informado la ONG Amnistía Internacional. Tras el asesinato de un cabo de la GNCh, la Guardia ejecutó extrajudicialmente a un sospechoso el 17 de noviembre de 1996.